# Cantone di Le Prêcheur
Il cantone di Le Prêcheur è una divisione amministrativa situato nel dipartimento e regione della Martinica.

## Comuni
- Le Prêcheur